# Voices (singel Alice in Chains)
Voices – ballada rockowa, będąca trzecim singlem amerykańskiego zespołu muzycznego Alice in Chains, pochodzącym z piątego albumu studyjnego The Devil Put Dinosaurs Here. Radiowa wersja trwająca 4 minuty i 48 sekund, zaprezentowana została 26 lipca. W dystrybucji cyfrowej singel ukazał się 13 sierpnia. Kompozycja została zamieszczona na czwartej pozycji na albumie. Należy do jednej z dłuższych na wydawnictwie. Autorem tekstu i kompozytorem jest Jerry Cantrell.

## Historia nagrywania
Przed udaniem się na operację barku, Cantrell skomponował wersję demo utworu. W rozmowie z magazynem „Total Guitar” z czerwca 2013 przyznał: „Myślę, że był to prawdopodobnie pierwszy kompletny numer jaki powstał w wersji demo, i to było chyba miesiąc lub trochę później po zakończeniu trasy promującej album Black Gives Way to Blue. To jeden z wielu utworów – nie dostajesz ich zbyt często – który zebrało się bardzo szybko. Myślę, że miałem go gotowego w ciągu dnia lub dwóch”.

## Znaczenie tekstu, budowa utworu
Warstwa liryczna autorstwa Cantrella, opowiada o przeszłości zespołu i o problemach z jakimi członkowie grupy zmagali się na przestrzeni lat, jak chociażby kłopoty z uzależnieniem od narkotyków.
Do nagrania charakterystycznego intro rozpoczynającego i outro kończącego utwór, Cantrell użył modelu 6-strunowej gitary Gibson EDS-1275. Elementy te powstały podczas prac nad wersją demo w domu muzyka. Przyjaciel i gitarzysta techniczny Cantrella – Jim Dawson – przyniósł gitarę wielogryfową, na której muzyk nagrał charakterystyczny dźwięk, używając do tego przetworników do gitary 12-strunowej. William DuVall do zarejestrowania swojej partii, wykorzystał model Gibson Hummingbird. „Voices” nagrany jest w niskim strojeniu B, dzięki zastosowaniu gitary barytonowej. Charakteryzuje się harmonizacją partii wokalnych Cantrella i DuValla, które nakładają się na siebie zarówno w refrenach jak i zwrotkach.

## Teledysk

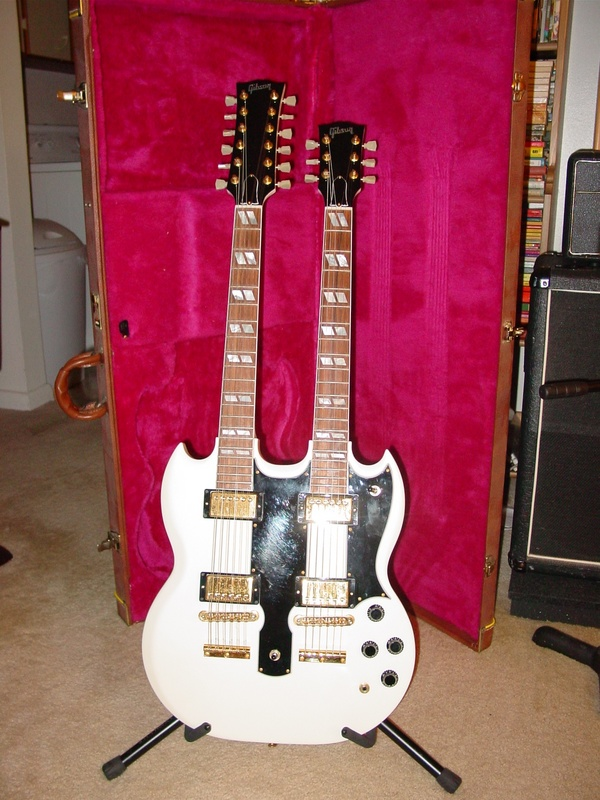
Do rejestracji utworu Cantrell wykorzystał Gibson EDS-1275

26 lipca udostępniono za pośrednictwem oficjalnego konta zespołu w serwisie YouTube tzw. lyric video. Teledysk premierę miał także na kanale YouTube w dniu 5 września. Reżyserem został, podobnie jak w przypadku dwóch poprzednich („Hollow”, „Stone”), Robert „Roboshobo” Schober. Produkcją wideoklipu zajęli się Brian Turner, Colin Wyatt i Jason Colon. Zdjęcia realizowano w rodzinnym mieście zespołu – Seattle. W teledysku zobaczyć można m.in. takie obiekty jak Moore Theatre czy Paramount Theatre. Fabuła wideoklipu przedstawia muzyków wykonujących utwór w pomieszczeniu oświetlonym przez żyrandole i żarówki. Widok miasta ukazany jest w postaci ponurego pejzażu, który jest przyozdobiony napisami wykonanymi z neonu. W teledysku widać zdjęcie zmarłego wokalisty Alice in Chains, Layne’a Staleya.

## Wydanie
Radiowa wersja utworu zaprezentowana została 26 lipca. W dystrybucji cyfrowej singel ukazał się 13 sierpnia. „Voices” w dniu 23 listopada dotarł do 3. pozycji zestawienia Mainstream Rock Songs, gdzie spędził na liście siedemnaście tygodni. Odnotował także 18. pozycję Billboard Rock Airplay, i 18. na liście przebojów Programu Trzeciego, na której notowany był przez czternaście tygodni.
Fragmenty utworu zaprezentowane zostały w mockumencie AIC 23, poprzedzającym premierę albumu. Prócz „Voices” wykorzystano również kompozycje „Hollow”, „Stone” i „Phantom Limb”.

## Odbiór

### Krytyka
Matt Melis z Consequence of Sound pisze: „Klasyczny moment, kiedy Alice in Chains zmusza słuchacza do przemyślenia tego, co zespół metalowy może zrobić”. Autor chwali również partię śpiewu Cantrella, szczególnie w refrenach: „Everybody listen, voices in my head”. Richard Bienstock z magazynu „Guitar World” podkreśla, że „Voices” charakteryzuje się „pięknym akustyczno-elektrycznym brzmieniem”, a harmonie wokalne przypominają te z czasów Jar of Flies. Chad Childers z Loudwire zauważa, że utwór oferuje harmonizację partii wokalnych Cantrella i DuValla, a także charakteryzuje się brzmieniem instrumentów akustycznych, które są dobrą zapowiedzią następnej kompozycji. Stephen M. Deusner z vortalu muzycznego Pitchfork napisał, że „zarówno «Pretty Done» jak i «Voices» budują swoje riffy fragmentarycznie (…) Technika ta jest zbliżona do melodii, ale precyzyjnie oddaje nastrój”. Cole Waterman z PopMatters zauważa, że „Voices” jest pierwszym utworem na płycie, który oferuje akustyczny akompaniament. Dan Weiss z magazynu „Spin” opisuje go jako „akustyczną glam wersję AC/DC”.

## Utwór na koncertach
Premiera koncertowa utworu nastąpiła 4 lipca 2013, podczas koncertu w Rexall Place w Edmonton w Kanadzie, w ramach The Devil Put Dinosaurs Here Tour. „Voices” prezentowany był także w zakresie 2015 North American Tour.

## Lista utworów na singlu
singel CD (CAPF430062):
| Nr | Tytuł utworu              | Autorzy        | Długość |
| -- | ------------------------- | -------------- | ------- |
| 1. | „Voices” (wersja radiowa) | Jerry Cantrell | 4:48    |

## Twórcy
Opracowano na podstawie materiału źródłowego:
Alice in Chains
- William DuVall – gitara rytmiczna, gitara akustyczna[10], wokal wspierający
- Jerry Cantrell – śpiew, gitara 6-strunowa[11], gitara prowadząca
- Mike Inez – gitara basowa
- Sean Kinney – perkusja

Produkcja
- Producent muzyczny: Nick Raskulinecz
- Inżynier dźwięku: Paul Figueroa
- Mastering: Ted Jensen w Sterling Sound, Nowy Jork
- Miksowanie: Randy Staub w Henson Recording Studios, Los Angeles

- Aranżacja: Jerry Cantrell
- Tekst utworu: Jerry Cantrell

## Notowania
| Lista (2013)                                | Pozycja |
| ------------------------------------------- | ------- |
| Billboard Rock Airplay (Stany Zjednoczone)  | 18      |
| Lista przebojów Programu Trzeciego (Polska) | 18      |
| Mainstream Rock Songs (Stany Zjednoczone)   | 3       |